# Sanath Jayasuriya
Pour les articles homonymes, voir Jayasuriya.
Sanath Teran Jayasuriya est un joueur de cricket international et homme politique srilankais né le 30 juin 1969 à Matara. Il débute avec le Colombo Cricket Club en 1989. La même année, il est sélectionné pour la première fois en One-day International (ODI) avec l'équipe du Sri Lanka, puis en Test cricket en 1991.
Batteur, il est également régulièrement utilisé en tant que lanceur left-arm orthodox en ODI. Lors de la Coupe du monde 1996, qu'il remporte avec le Sri Lanka, il révolutionne la tactique employée par les batteurs en début de manche dans cette forme de jeu avec son approche agressive. Il est capitaine de la sélection de 1999 à 2003. Il met fin à sa carrière en Test cricket en 2007. En 2009, il devient à trente-neuf ans le joueur le plus âgé à marquer un century en ODI, format dans lequel seul Sachin Tendulkar a marqué plus de courses que lui.
Il entre en 2010 au Parlement du Sri Lanka pour le compte de l'Alliance de la liberté du peuple uni, le parti majoritaire.

## Biographie
Sanath Jayasuriya naît le 30 juin 1969 à Matara, un village de pêcheur, dans une famille peu liée au cricket. Il étudie à St Servatius College, dans la même ville. Il débute avec le Colombo Cricket Club au cours de la saison 1988-1989.
Il est sélectionné pour la première fois en One-day International (ODI) avec l'équipe du Sri Lanka fin 1989 contre l'Australie lors de la Benson & Hedges World Series. Il débute en Test cricket en 1991 contre la Nouvelle-Zélande,et marque son premier century dans cette forme de jeu contre l'Australie début 1996.
En ODI, ses statistiques à la batte sont plutôt modestes entre ses débuts et 1996. Avant la Coupe du monde de 1996, le Sri Lanka est loin d'être favori. Pourtant, les Sri Lankais remportent le trophée en utilisant une tactique qui révolutionne le jeu. Les deux premiers batteurs de la manche, Jayasuriya et Romesh Kaluwitharana, plutôt que d'accumuler les courses prudemment comme c'est d'usage jusqu'alors, se montrent agressifs et essayent de marquer rapidement. Jayasuriya, le plus efficace des deux, est désigné « meilleur joueur » de la compétition. En avril de la même année, il marque le century le plus rapide de l'histoire en ODI en termes de balles jouées, 48, puis l’half-century le plus rapide, 17 balles, tous deux contre le Pakistan. Le premier de ces deux records sera battu quelques mois plus tard par le Pakistanais Shahid Afridi.
En septembre 1997, le Sri Lanka accumule contre l'Inde le plus haut total jamais atteint par une équipe en Test cricket, 952 courses. Jayasuriya en marque 340, ce qui est alors le quatrième plus haut total individuel de l'histoire en une manche en test-match, et le meilleur par réalisé par un Sri-Lankais. Il accumule avec Roshan Mahanama 576 courses, ce qui est à l'époque le partnership le plus élevé de l'histoire dans cette forme de jeu. Son score de 213 en 1998 aide le Sri Lanka à remporter son premier test-match sur le sol anglais.
Sanath Jarasuriya est nommé capitaine de la sélection srilankaise en 1999, succédant à Arjuna Ranatunga. Il est à la tête de l'équipe lorsqu'elle établit son record de victoires consécutives en test-matchs, 10, en 2002. Il démissionne en 2003.
En novembre 2005, il n'est pas sélectionné pour la tournée en Inde au mois de décembre. Les nombreuses réactions ostiles à cette mise à l'écart, notamment de la part du président Mahinda Rajapakse qui demande une enquête de la part de son gouvernement, ainsi qu'un retour en forme, poussent les sélectionneurs à le réintégrer pour la tournée en Nouvelle-Zélande qui suit. Il annonce la fin de sa carrière en Test cricket en 2006, mais les sélectionneurs lui demandent de revenir sur sa décision. Il se retire de cette forme de jeu à nouveau un an plus tard.
Sa carrière en ODI se poursuit. À trente-neuf ans, il aide le Sri Lanka à remporter l'Asia Cup en 2008, marquant 125 courses au cours de la finale face à l'Inde. En janvier 2009, il devient à 39 ans et 212 jours le joueur le plus âgé à marquer un century en ODI, battant le record de Geoff Boycott.
Alors que sa carrière sportive n'est pas achevée, il est élu au Parlement du Sri Lanka lors des élections parlementaires de 2010, sous la bannière de l'Alliance de la liberté du peuple uni du président Mahinda Rajapakse.

## Bilan sportif

### Principales équipes
|                                      | Test             | ODI         | Twenty20    |
| ------------------------------------ | ---------------- | ----------- | ----------- |
| Sri Lanka                            | 1991 - 2007      | 1989 -      | 2006 -      |
| Asie                                 |                  | 2005 - 2007 |             |
|                                      | First-class      | List A      | Twenty20    |
| Colombo Cricket Club                 | 1988-1989 - 1992 | 1991-1992   |             |
| Bloomfield Cricket and Athletic Club | 1994-1995 -      | 1994 -      | 2004-2005 - |
| Somerset                             | 2005             | 2005        |             |
| Lancashire                           | 2007             |             | 2007        |
| Ruhuna                               |                  | 2007-2008   |             |
| Mumbai Indians                       |                  |             | 2008 -      |
| Dolphins                             |                  |             | 2008-2009   |

## Honneurs
Sanath Jayasuriya est désigné Wisden Cricketer of the Year en 1997. Pourtant, cet honneur est généralement remis aux joueurs performants (en club ou avec leur sélection) en Angleterre l'été précédent la publication du Wisden Cricketers' Almanack. Jayasuriya est nommé Wisden Cricketer of the Year pour son influence sur la saison anglaise précédente, sans y avoir joué, parce qu'il a modifié la manière dont les batteurs débutent la manche en limited overs cricket.
- Désigné meilleur joueur de la Coupe du monde 1996
- Un des cinq Wisden Cricketers of the Year de l'année 1997